# Claes Oldenburg
Claes Oldenburg (Stockholm, 28 januari 1929 – New York, 18 juli 2022) was een Zweeds-Amerikaans beeldhouwer, schilder en graficus. Zijn werken behoren tot de popart, van welke beweging hij naast Andy Warhol,  Roy Lichtenstein en Tom Wesselmann een voorname representant is.

## Leven en werk
Oldenburg werd geboren in Stockholm, als zoon van een zangeres en een diplomaat, maar verhuisde als kind naar de Verenigde Staten. Aanvankelijk woonde hij in New York en Rye. In 1936 verhuisde hij naar Chicago. Hij studeerde van 1946 tot 1950 aan de Yale School of Art en tussen 1953 en 1956 aan het Art Institute of Chicago. In september 1956 vestigde hij zich permanent in New York. In 1963 woonde hij tijdelijk in Los Angeles. Hij was aanvankelijk werkzaam als kunstschilder, daarna als sculpteur. Zijn eerste solotentoonstelling ging in 1959 door in New York met abstracte sculpturen gemaakt met gevonden voorwerpen. Daarnaast organiseerde hij ook happenings. In 1969 verraste hij de kunstwereld met uitvergrote van textiel gemaakte beelden van etenswaren zoals een ijshoorntje en een hamburger in een winkelcentrum. Zijn eerste vrouw Patricia Muschinski - gehuwd van 1960 tot 1970 - naaide de beelden aan elkaar. De tentoonstelling van deze beelden met de toepasselijke naam The Store wordt aanzien als een mijlpaal voor de Pop Art. Daarna maakte hij een tentoonstelling in het Museum of Modern Art te New York. Daarna zocht hij de vrije ruimte op met zijn creaties zoals Lipstick (ascending) on caterpillar tracks (een enorm grote lippenstift op de Yale Campus) als aanklacht tegen de oorlog in Vietnam. Deze werken noemde de kunstenaar Kolossale Monumenten waarmee hij hoopte een breder publiek te bereiken.
Sinds 1976 werkte hij samen met de Nederlands/Amerikaanse kunstenares Coosje van Bruggen. Ze trouwden in 1977. Samen maakten zij meer dan veertig werken voor de openbare ruimte. Oldenburg bedacht ze, van Bruggen voerde ze uit. Zijn echtgenote overleed op 10 januari 2009 aan de gevolgen van borstkanker.
Oldenburg is vooral bekend geworden door zijn kunstwerken in de openbare ruimte, waarin hij vaak grote versies toont van alledaagse gebruiksobjecten, zoals: een schroef, een wasknijper, een tandenborstel, enzovoorts. De kunstenaar verbreedde alzo de definitie van beeldhouwen.  Een ander thema in zijn werk zijn de zogenaamde soft sculptures, objecten, die normaal hard zijn, uitgevoerd in zachte, flexibele materialen. Door de omvang van zijn objecten ontstaat een vervreemdende en tegelijkertijd dynamische invloed op de omgeving van de sculptuur. Niet door de realiteit te verhullen zoals Christo maar door ze juist groter te tonen. Pas na 1970 maakt Oldenburg (vanaf 1976 samen met Van Bruggen) de sculpturen ook daadwerkelijk.

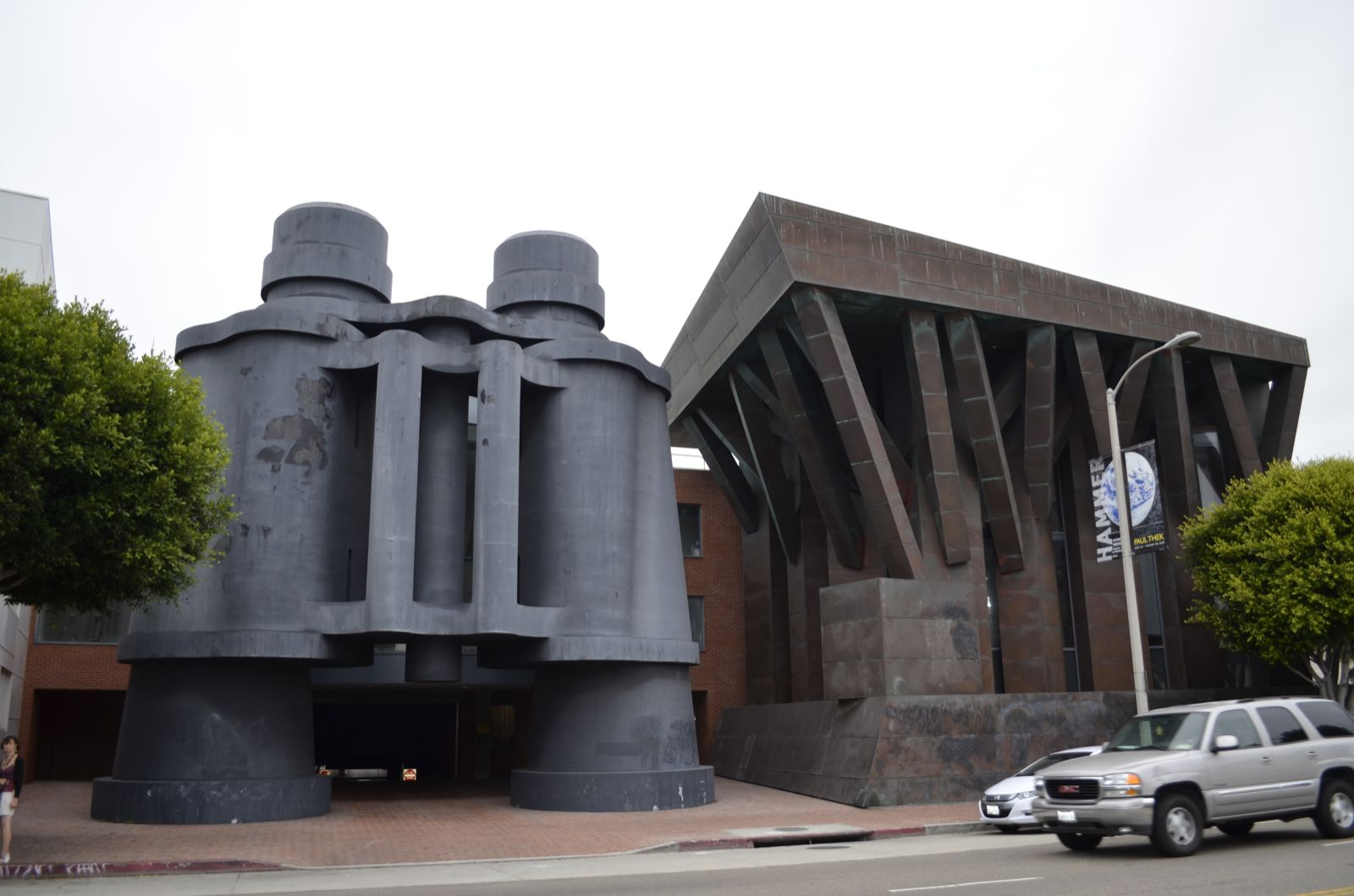
Verrekijkeringang, Los Angeles

Oldenburg maakte niet alleen opzichzelfstaande sculpturen; nu en dan werkte hij ook mee aan projecten in architectuur. Een goed voorbeeld daarvan is het hoofdkwartier van het reclamebureau Chiat\Day dat te vinden is in het Venice district, Los Angeles, Californië: de hoofdingang is een gigantische zwarte verrekijker.
Trowel I of Troffel (1971-1976) in het Beeldenpark van het Kröller-Müller Museum (een van de eerste grootschalige werken in Europa) maakte Oldenburg in opdracht van de Stichting Sonsbeek in Arnhem, waarna het werk naar Otterlo verhuisde. Zijn Schroefboog (Screw Arch) was in 1977 ook onderdeel van zijn ontwerpvoorstel voor een nieuwe Willemsbrug te Rotterdam.
Trowel II bevindt zich in het beeldenpark Donald M. Kendall Sculpture Gardens bij het PepsiCo hoofdkantoor in Purchase (Westchester County) in de staat New York.
In Amsterdam wordt een grote Rode schep gebruikt om aan te geven dat er sprake is van zelfbouwkavels. Die schep is geïnspireerd op het werk van Oldenburg.
Oldenburg overleed op 93-jarige leeftijd ten gevolge van een val in zijn woonplaats New York.

## Afbeeldingen

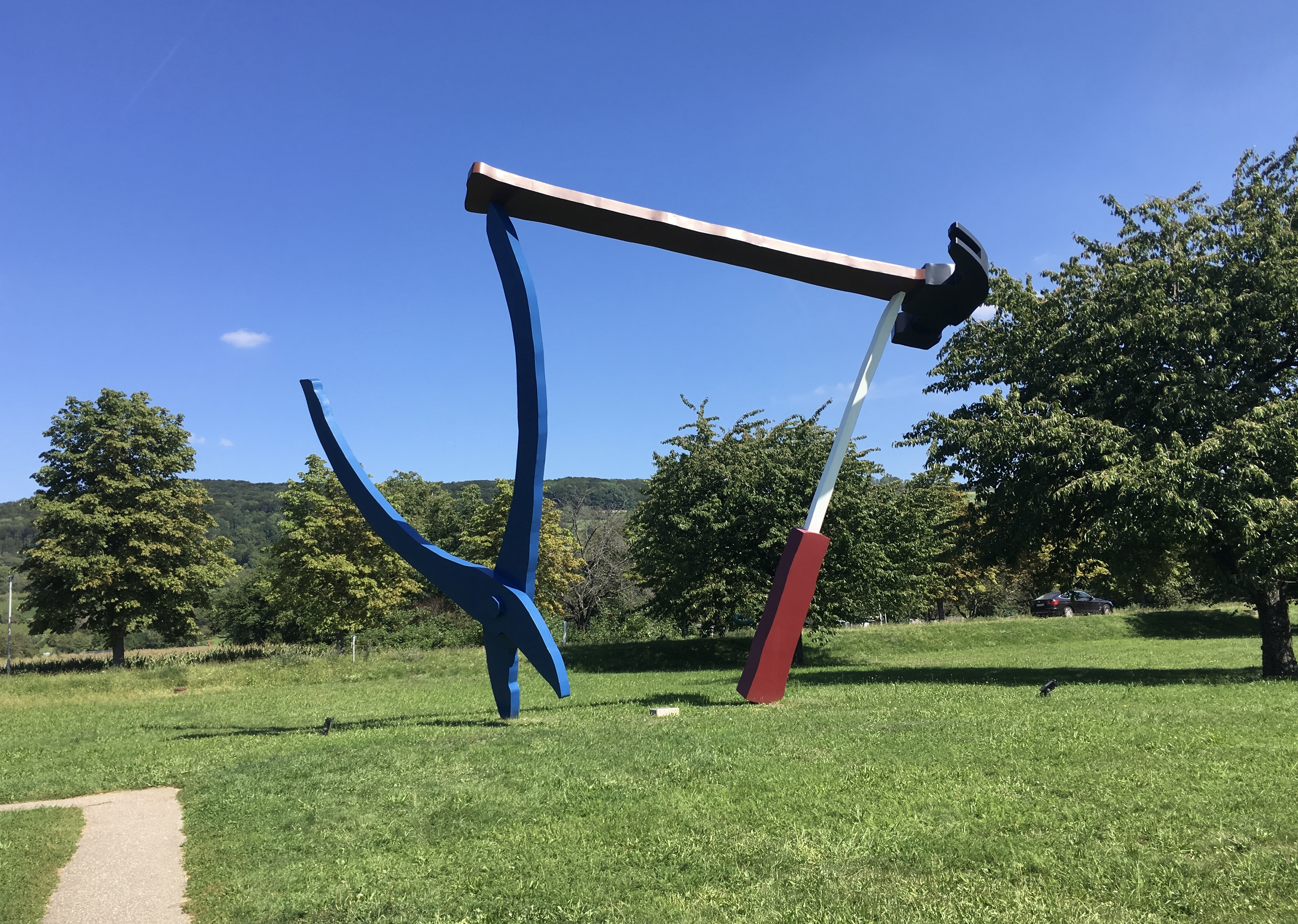
Balancing Tools (1984), Weil am Rhein
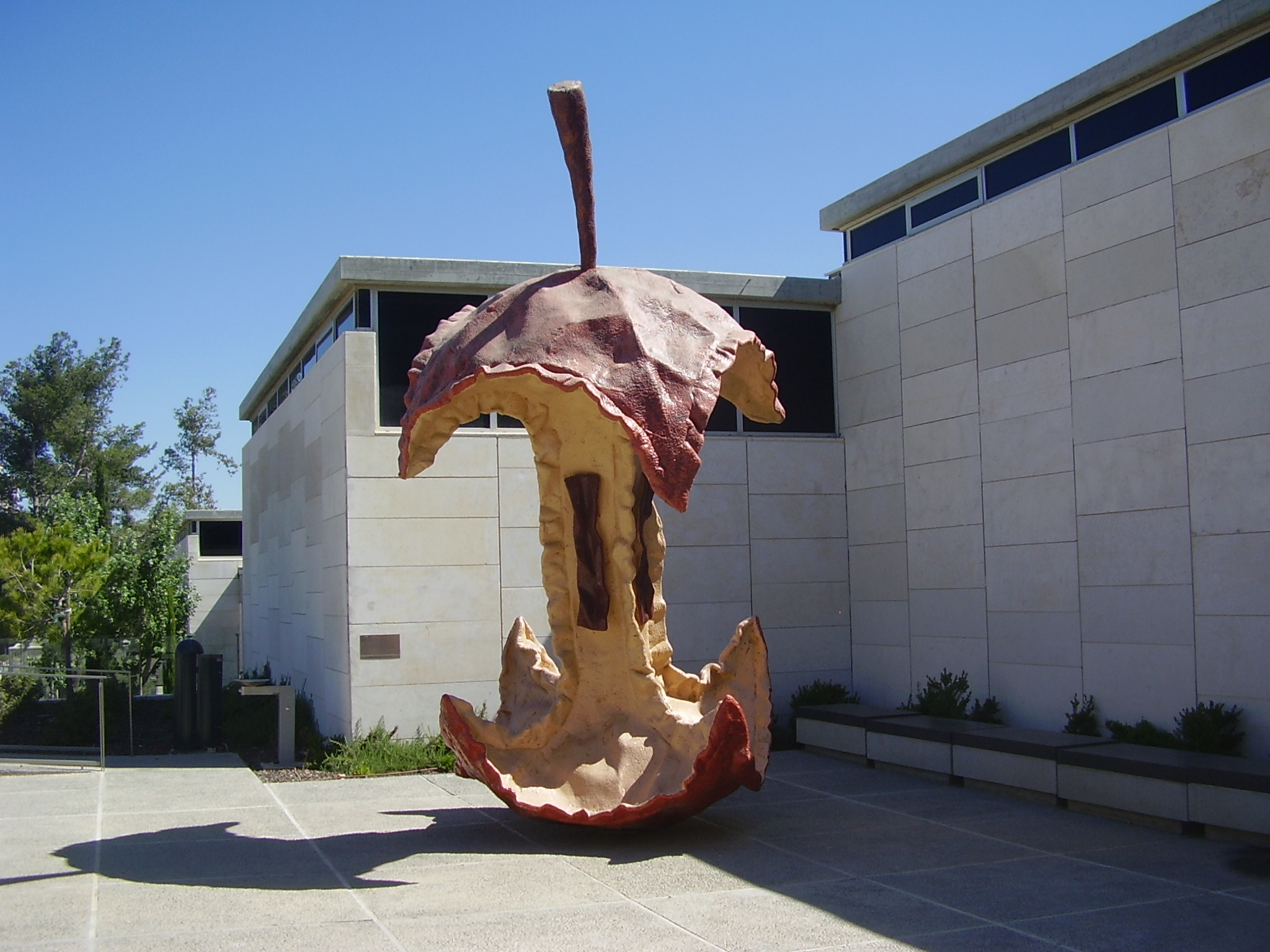
Klokhuis (1992), Jeruzalem
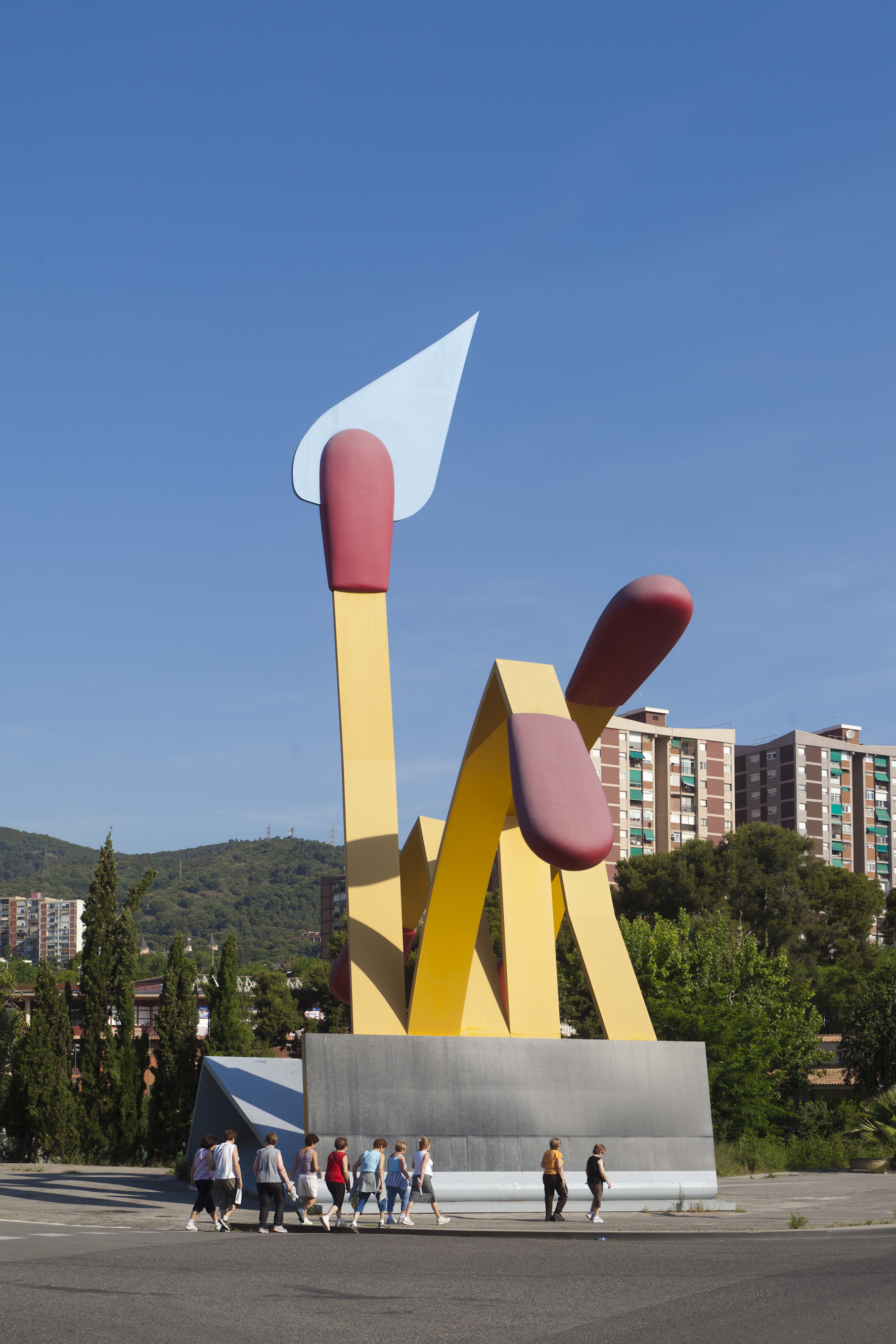
Lucifers (1992), Barcelona
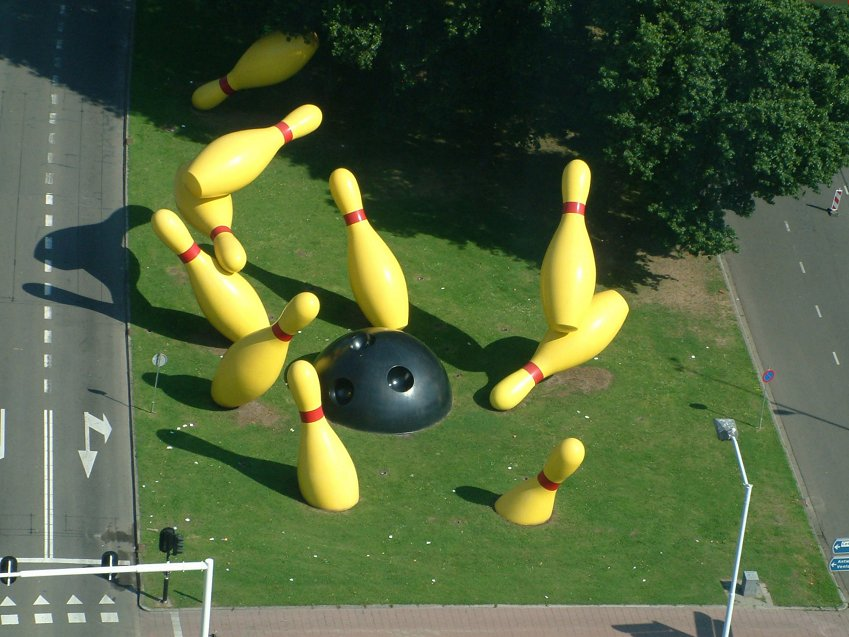
Flying Pins (2000), Eindhoven
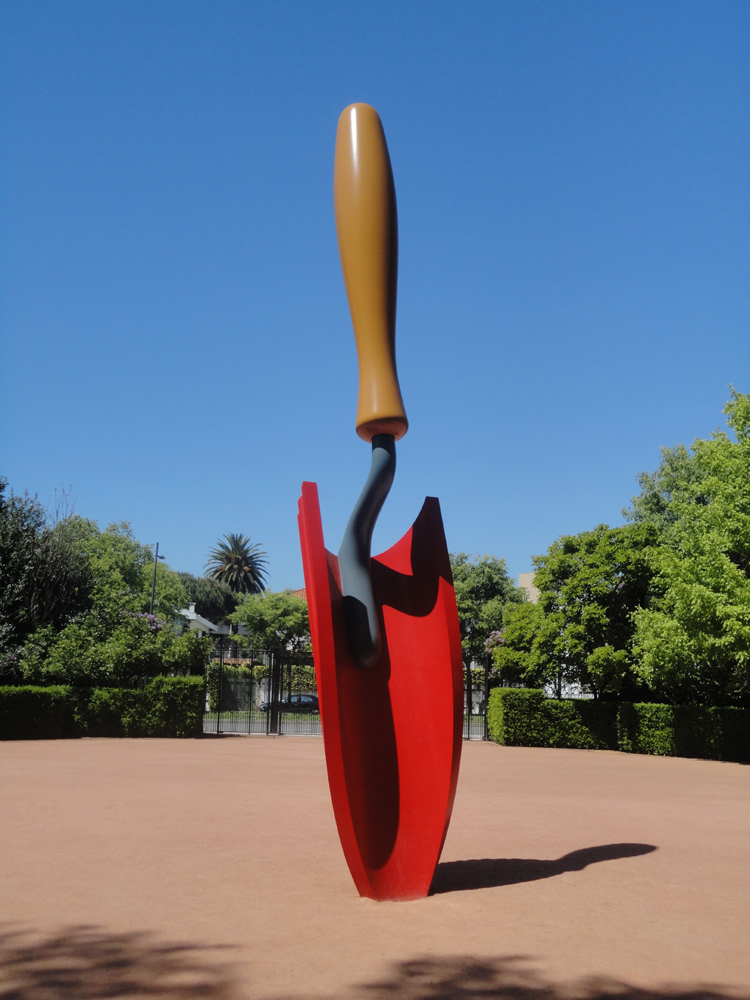
Troffel (2001), Porto
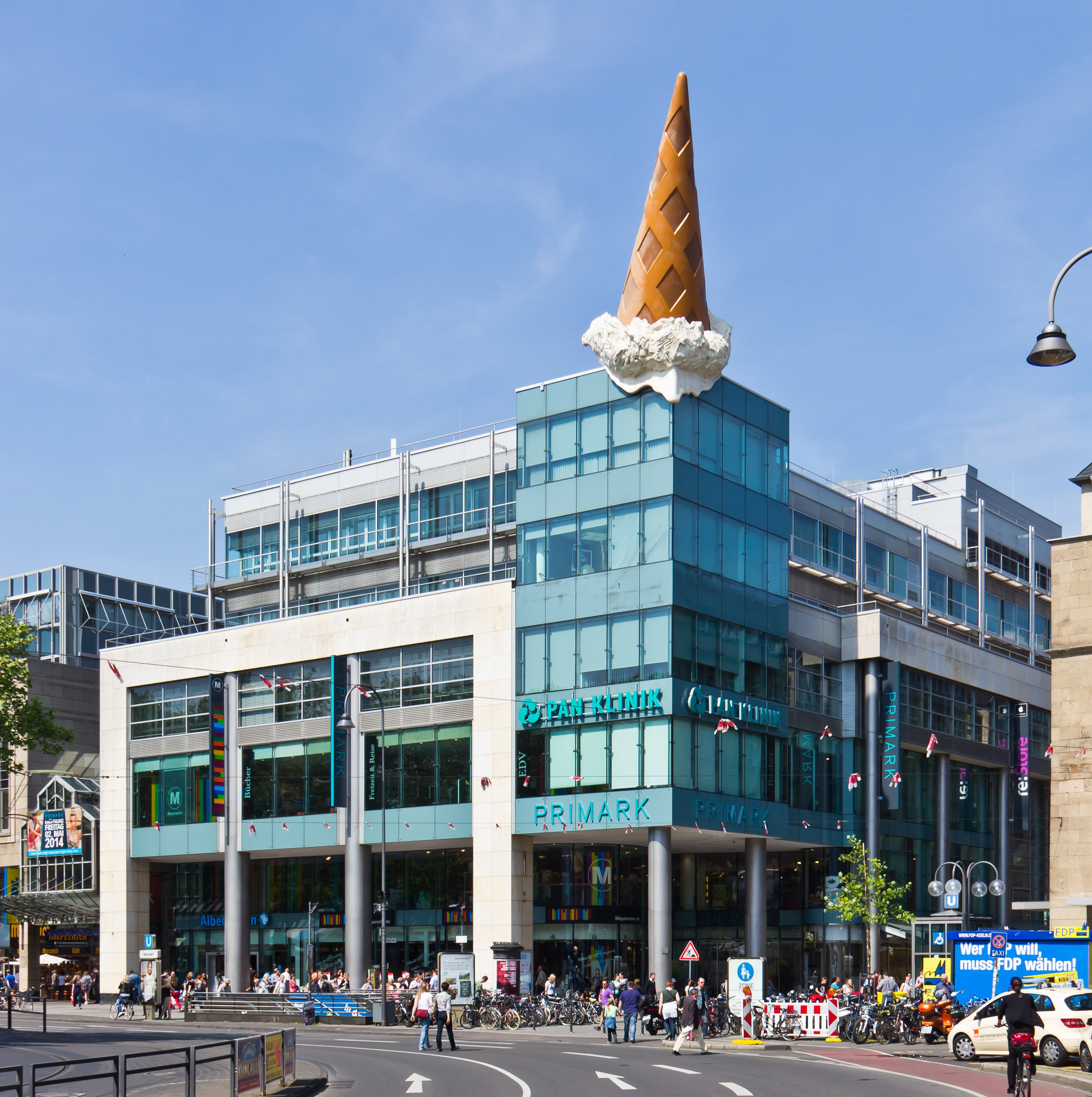
Dropped Cone (2001), Keulen
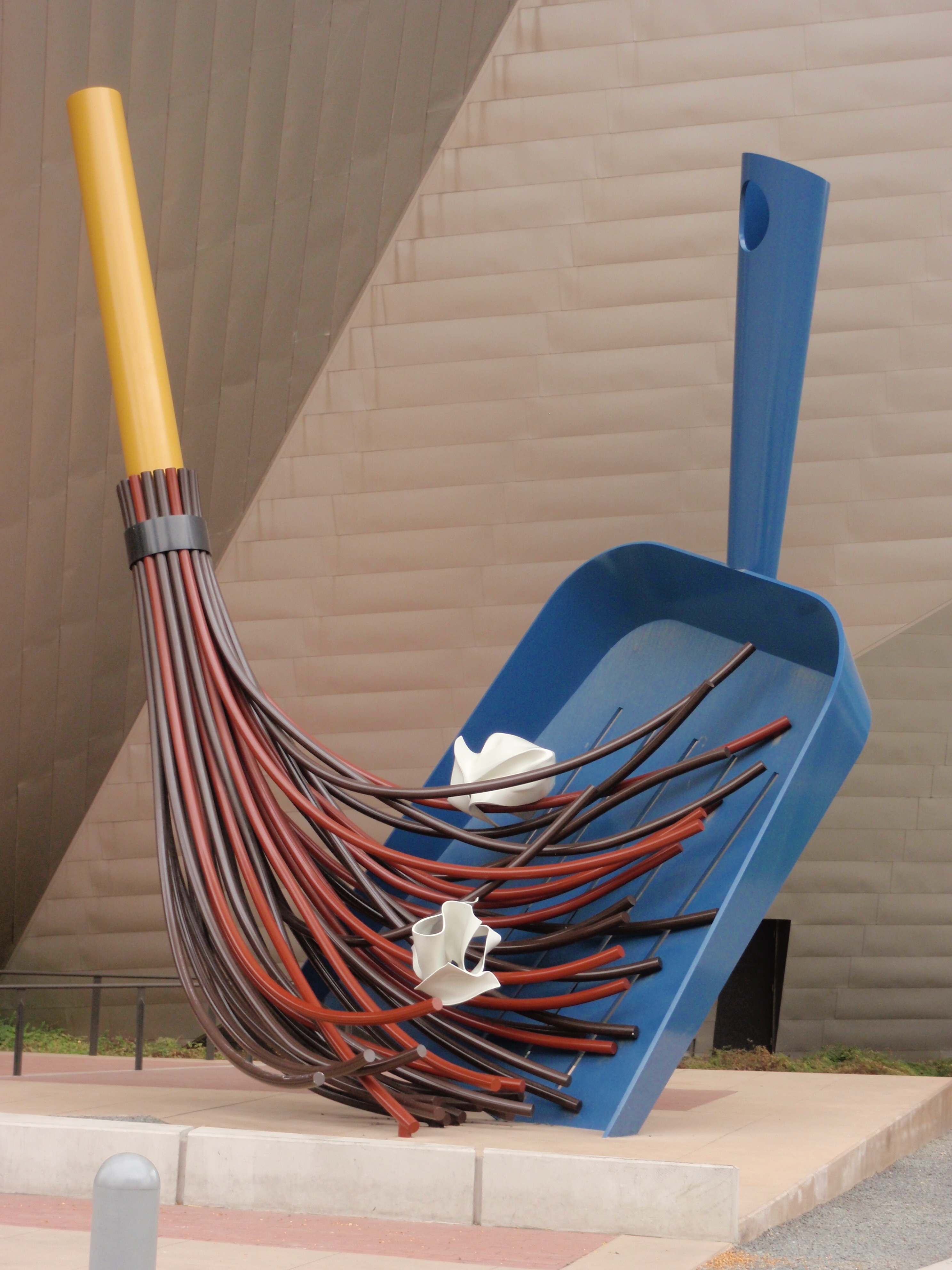
Big Sweep (2006), Denver
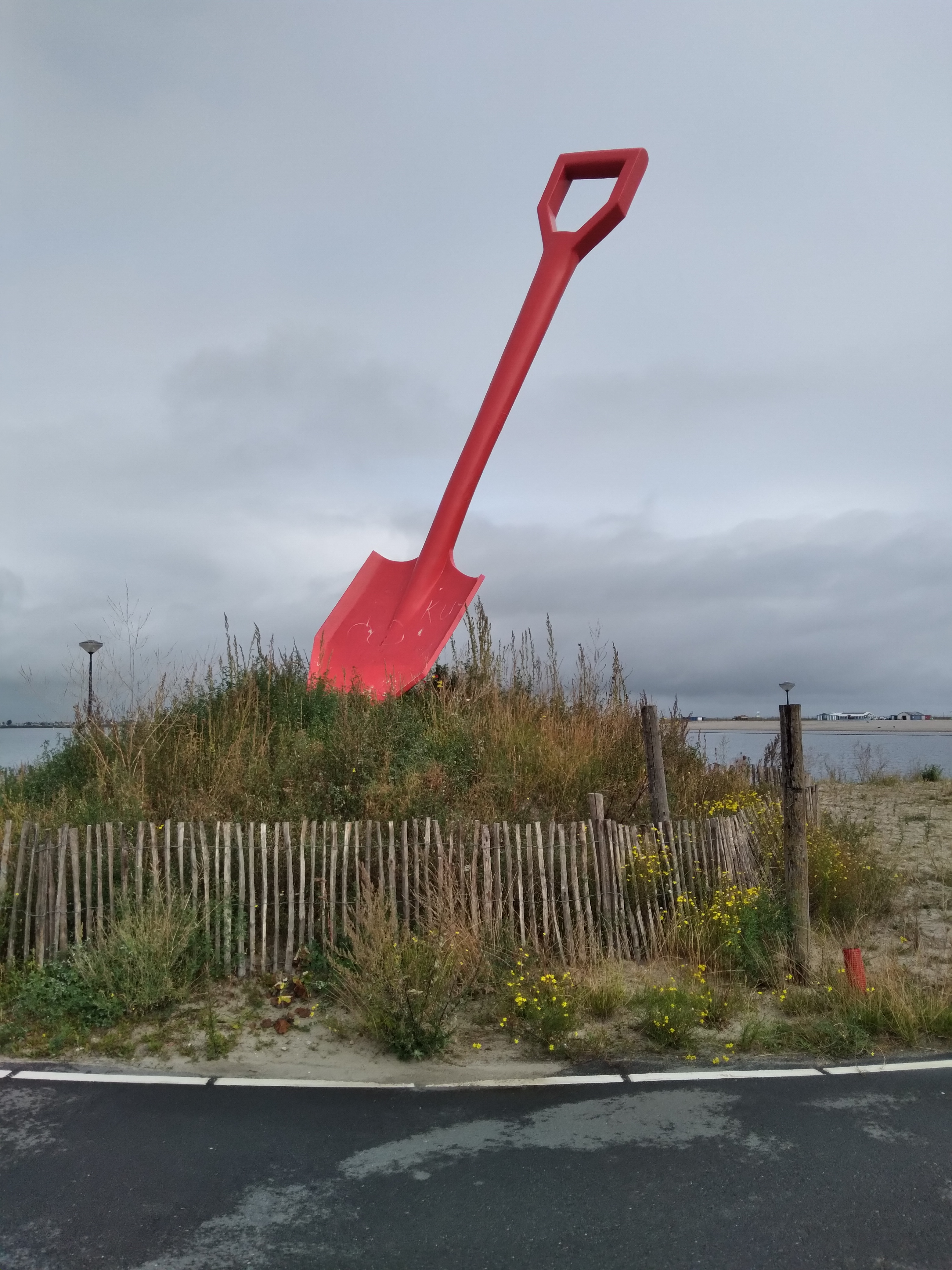
Rode schep van Arthur van Beek in Amsterdam, geïnspireerd op werk van Oldenburg

## Werk in openbare collecties (selectie)
- Kröller-Müller Museum, Otterlo
- Museum Boijmans Van Beuningen, Rotterdam[5]
- Rijksmuseum Amsterdam, Amsterdam[6]
- Collectie van het SMAK te Gent